# 夏祭浪花鑑

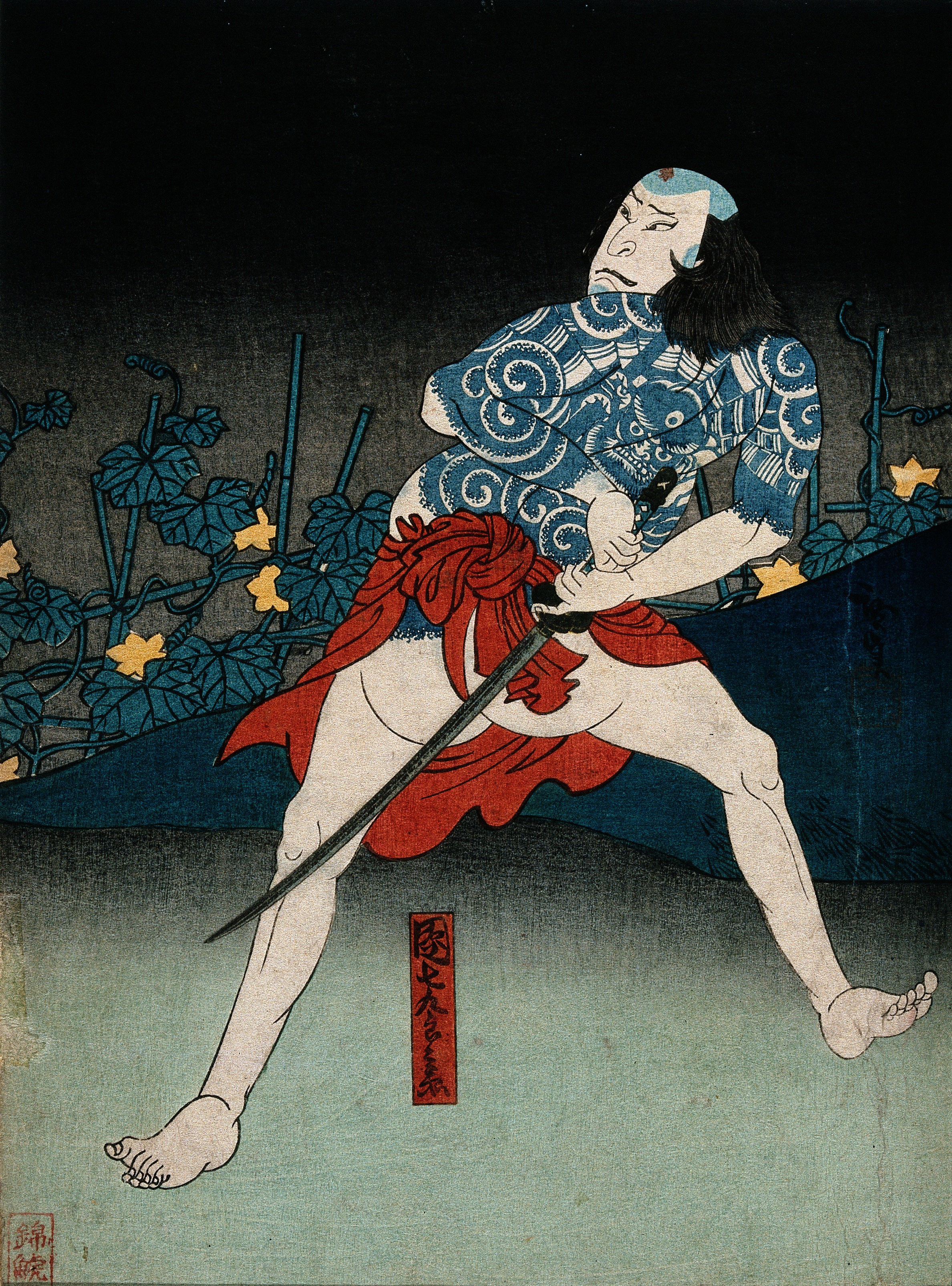
廣貞筆、四代目 中村歌右衛門の団七九郎兵衛

夏祭浪花鑑（なつまつり なにわ かがみ）は、人形浄瑠璃および歌舞伎狂言の題名。延享2年7月（1745年8月）に大坂竹本座で初演。作者は初代並木千柳・三好松洛・初代竹田小出雲。初演後間もなく歌舞伎化され、人気演目となった。
物語は元禄11年（1698年）冬、大坂長町裏（現在の大阪市中央区日本橋）で起きた魚屋による殺人事件を題材にしている。
全九段。通し狂言としての通称は『夏祭』。ただし今日では三段目「住吉鳥居前」（通称： 鳥居前）・六段目「釣船三婦内」（通称： 三婦内）・七段目「長町裏」（通称： 泥場）がよく上演されるので、これらが通称として用いられることが多い。

## あらすじ・見どころ

### 背景
団七は、幼いとき浮浪児だったのを三河屋義平次に拾われ、今ではその娘のお梶と所帯を持って一子をもうけ、泉州堺で棒手振り（行商）の魚屋となっている。元来義侠心が強く、名も団七九郎兵衛と名乗り老侠客釣船三婦らとつきあっている。
団七は恩人である泉州浜田家家臣玉島兵太夫の息子磯之丞の危難を救うため、悪人大鳥佐賀右衛門の中間を誤って死なせてしまい、これで入牢となるが兵太夫の尽力で釈放され、罪一等を減じられ堺からの所払いとなる。

#### 一段目：お鯛茶屋
磯之丞の放蕩と琴浦に横恋慕する佐賀右衛門の悪事に、乞食の徳兵衛に自身の落魄ぶりを述べさせ磯之丞を諭すお梶の智略などを描く。

#### 二段目：玉島兵太夫内
磯之丞の放逐。お梶による夫への除命嘆願により兵太夫が団七の放免を決める。

#### 三段目：住吉鳥居前（通称：鳥居前）
住吉大社鳥居前にはお梶と息子の長松、三婦らが出迎えに来ている。お梶親子は早速主人の放免に社へお礼詣り。三婦はたまたま通りかかった磯之丞が駕籠代のことで、悪党のこっぱの権となまの八に絡まれているのを救い、磯之丞を近所の茶屋に行かせる。そこへ、月代と髭の伸びた団七が役人に伴われて、縄を解かれる。「これも信心いたす、お不動様のおかげじゃ、また、兵太夫様、おありがとうございます、磯之丞様は私が命に賭けてお守り申します」と喜ぶ団七に、三婦が呼びかけ再会を喜んだあと、新しい着物を与える。団七は言われるままに床屋に入る。三婦は「さあ、これで何もかもすっくり行った。・・・着物に煙草入れに・・・しもた！肝心の白旗（白い下帯＝褌の隠語）忘れてきたがな！・・・まあ、ええわい。わしのは今日切りたての初穂。まあ白旗やのうて赤旗じゃがな。・・・これ床の衆！床の衆！」と自分の赤い下帯を脱いで床屋の若い者に渡し悠々と茶屋へ向かう。
入れ違いに磯之丞の愛人琴浦が佐賀右衛門に言い寄れられるが、床から現れすっきりした侠客姿となった団七に救われる。琴浦を茶屋に逃がす間もなく、佐賀右衛門の子分の侠客一寸徳兵衛が現れる。「ちょっと待ってもらおうかい」「待ていうのはわしのことかい」「そうよ」「乙に時代に出かけたな」と双方にらみ合いとなって、ついに争いとなる。「言うをも聞かぬ攫み合い、打ちつ打たれつ止めても、踏み飛ばすやら蹴飛ばすやら、止めぬ仕様も並び立つ、辻札取って二人が中へ、横にこかして機転の楯」の浄瑠璃の通りに二人の争いをお梶が「曽根崎心中」の絵看板で止めに入り、徳兵衛はお梶が以前、自身の難儀を救ってくれた恩人とわかり謝罪する。また、徳兵衛の女房のお辰が玉島家の家臣だったこともわかり、団七と徳兵衛は互いの浴衣の片袖を交わして義兄弟の契りを結ぶ。
見どころ
前半部のむさくるしい姿から、「ずっと出でたる剃立ての、糸鬢頭青月代」の竹本の言葉どおり、後半部のすっきりした侠客姿への団七の変わり具合が見ものである。とくに二代目実川延若は堂々たる容姿と上方の色気を兼ね備えた近代最高の団七であった。
三婦が下帯を床の若い衆に解かせる場面においては、東京では地味に床の店に入るが、上方では三婦が床の者に下帯を持たせ「それ、引いたりしょ」の掛け声から下座音楽に「かんから太鼓」を交える派手な演出となり、いかにも上方らしいサービス満点さが楽しい。花道の引っ込みの際浴衣のすそを捲り上げようとして下帯のないのに気づき慌てて扇子で前を隠すという、観客の笑いを誘う演出がある。このあと、扇子で日をかざし内股で小走りに引っ込むのが上方の、「どっこいしょ」と前を押さえながらゆっくりと引っ込むのが江戸の演出である。
団七と徳兵衛の立ち回りは、双方同じ見得をする古風なやり方である。団七がどことなくもっさりした脂ぎった役柄なのに対して、徳兵衛はすらりと小粋な役柄。ただし以前は物乞いだったので、どことなく虚勢を張る感じが求められる。お梶に責められると「面目ない、面目ない」と頭を抱える弱さがあり、はじめの格好良さと対比する。かつては十四代目守田勘彌が当たり役とし、また今日では十五代目片岡仁左衛門、九代目松本幸四郎、中村橋之助などが得意としている。また、延若は立ち回りのときに下駄を投げ捨てる呼吸が群を抜いて上手く、誰も真似手がなかった。
最後の花道の引っ込みでは、お梶が団七の髷についた化粧紙をとって仲むつまじさを表す演出がある。
初夏のさわやかな雰囲気が、男同士の友情を際立たせている。団七赦免を告げる役人が扇を上にかざして退場する優れた型が伝わっている。2006年（平成18年）7月大阪松竹座で四代目坂田藤十郎がとつめたときは、原作どおりの春に季節を変え、登場人物も浴衣から袷を着用していた。

#### 四段目：内本町道具屋
手代となった磯之丞に義平次が侍を騙り金子を詐取しようとする。団七の活躍で悪事は食いとめられるが、磯之丞による殺人がおこる。

#### 五段目：安居の森「道行妹背の走書」
磯之丞と道具屋の娘お仲による心中騒動。三婦の機転で悪手代の伝八を身代わりに死なせ、下手人に仕立てる。

#### 六段目：釣船三婦内（通称：三婦内）
七月の暑い盛り、高津神社の宵宮の晩のこと。磯之丞は、団七の紹介で内本町の道具屋の手代となったが、義平次らに金を騙し取られそうになり、共犯の仲買の弥市を殺し、琴浦とともに三婦の家に匿われている。そこへ、徳兵衛女房お辰が尋ねてくる。夫婦そろって国許に帰るための暇乞いである。三婦の女房おつぎは、早速磯之丞を一緒につれて帰ってほしいと頼む。二つ返事で快諾するお辰だが、三婦が承知しない、「こんたの顔に色気があるのじゃ」というのが理由で、万が一お辰と磯之丞との間に関係ができてしまうのを恐れているのだ。「それでは、妾の顔が立たぬぞえ、立ててくだんせ、もし、三婦さん」と憤るお辰だが、三婦はうんといわない。思い余ったお辰は傍にあった焼き鏝を己の頬にあて、「これでも思案のほかという字の色気がありんすか」と自身の美貌を醜くしてまでの心意気を示す。感心した三婦は承諾する。
そこへ、権と八がきて琴浦を拉致しようとする。信心のため喧嘩を止めていた三婦は我慢ならず、おつぎと、「こりゃ！嬶、どうでも、切らなあかんなあ」「ほんなら、こちの人、切らしゃんすのかい」「おお、切らいでどうする」と相談する。権と八は老人と思って舐めてかかり「おお、おもろいなあ、切るんかい」「切ってもらおうかい」「さあ切れ！」「ええ、キリキリと切りさらせ！」とすごむ。三婦は、耳につけていた数珠を引きちぎり「じゃかましいわい、わいが切るのはこの数珠じゃ、切ったからには元の釣船、うぬらに遠慮がいるものかい」とあべこべに権と八をけり倒して「お前らそこで待ってけつかれ」と、着替えたあと、長ドスをひっさげ佐賀右衛門を斬りに行く。お辰はおつぎに見送られ、磯之丞とともに家を去る。
入れ違いに義平次が駕籠を連れて門口に現れ、「年取って子供に使われてます、団七に頼まれて琴浦を引き取りにきましたのでな」とおつぎに訳を話し、そそくさと琴浦を駕籠に乗せて連れて行く。そのあと、三婦、徳兵衛とともにやってきた団七はお辰から事情を聞かれるが自身が言った覚えがない。どうやら佐賀右衛門が欲深い義平次を使って琴浦を攫う算段のようだ。団七は急いで駕籠のあとを追う。
見どころ
この場面では東京は「聖天」。上方は「だんじり」の下座が使用される。幕開けに祭礼の音楽が聞こえ、獅子舞が家の中を踊り、女房おつぎが祭りの時に食べる鯵を焼いているという、真夏時の大阪の下町が見事に活写されている。なお、獅子舞は家の様子を探りに来た權と八であることが示され、後半部への伏線が貼られている。
この場は三婦が主役である。人生の辛酸を知り尽くした老侠客の心意気が求められ、硬軟取り混ぜた見せ方が難しい。十三代目片岡仁左衛門がその意味で最高の三婦を見せたといわれている。ほかには、三代目市川左團次、八代目市川團蔵、七代目嵐吉三郎、四代目尾上菊次郎など腕達者な脇役が印象的だった。近年は四代目市川段四郎、坂東彌十郎、四代目市川左團次が得意としている。また、数珠を切り刀を引っさげての入りでは雲竜の墨絵模様の帷子を着るが、これは団七の刺青を引き立てるための演出である。
お辰は三婦役の役者に対抗できるだけの芸力が求められる。今日では四代目澤村源之助のやり方が主流である。とくに引っ込みの際、おつぎに声をかけられたあと、「こちの人が好くのはここやない」と顔を指し「ここでござんす。ごめんやす」と胸をたたく爽快な演出は源之助の考案したもの。十七目中村勘三郎と十八代目中村勘三郎父子は、それぞれ団七との早替わり二役をつとめている。また、衣装も黒帷子に黒繻子の帯、浅黄の綿帽子、それに日傘を差して出る美しい夏のいでたちとなっている。顔のやけどを盆に移し見て、その盆を畳について三婦を見上げる型もある。
三婦女房おつぎは、ごく普通の市井の一女房だが、反面、老侠客の連れ合いの味を出すことも求められ、脇を固める重要な役柄である。十三代目片岡我童のおつぎは上方風の色気を漂わせて絶品だった。三婦が権と八を追い立てて花道を去るときは「ようよう○○屋！」と三婦役の役者の屋号を呼びたて、客席を沸かせる演出となっている。
前半部のおつぎと三婦のやりとりを中心とする重苦しさから、後半部の三婦の数珠の件からは一転して人物の出入りがめまぐるしい快速の運びとなる。幕切れ近く団七が一散に花道に入る時は、東京では「聖天」の囃子で花道の七三にかかり、見得をして引っ込むが、上方では「だんじり囃子」をクレシェンドでもりあげ、団七の焦る心中を上手く表している。そして、韋駄天走りという独自の引っ込みの型をとる。

#### 七段目：長町裏（通称：泥場）
堺筋の東側にある長町裏。団七は駕籠に追いつき義平次をなじるが、「おれはお前の愛想尽かしを待っていたのじゃ」と反省の色もない。団七はとっさに石を懐に入れ、「親父どん、友達ちゅうのはええもんでんなあ。わしが入牢中に頼母子講で三十両集めてくれましてな。今、ここにござりますねん」と嘘を言う。義平次は金を貰えると聞いて態度を一変させ駕籠を返すが、「アニよ、その金は？」「さあ、その金は…」「その金は？」「…その金、ここにはござりませぬわい」と金子に見せかけた石を出す。怒った義平次は団七を打ち据え、「ようもようも、この仏のような親をだましくさったなあ」とついには団七の雪駄で額を打ち傷を負わせる。「ああ痛タ…おやっさん〜、何ぼ何でもこないにドクショウに打たいでもええやろが」とぼやきながら団七は額に手を当て、血がついていてびっくり。「こりゃこれ男の生き面を…」と憤る団七「打った、はたいた、打ったがどうした、なんとした」とにらみ付ける義平次。思わず刀に手をかける団七。「何じゃい、何じゃい、われはわしを切りさらすのか」「あ、いやおやっさん、さようなことができまっかいな…」舅といえば親も同然。我慢に団七は我慢を重ねる。義平次は図に乗り、「これよく聞け、舅は親じゃぞよ、親を切ればな、一寸切れば一尺の竹鋸で引き回し、三寸切れば三尺高い木の空で、逆磔じゃぞよ、さあ切れ、これで切れ」と刀をつかんで挑発する。「おやっさん、やめとくんなはれ、危ないがな」「さあ、殺せ、殺しさらせ」と言い合ううち、ついには刀を取り合う揉みあいとなる。
刀の鞘が走って団七は義平次の肩先を斬ってしまう。「うわあ、切りやがった、親ごろし〜」「親父どん、何いうんじゃい、ええ加減にだだけさんすな」と義平次の口を押さえたときに、団七は血糊に気づきもはやこれまでと、だんじり囃子の聞こえる中、義平次を惨殺する。屍骸を池に捨て、井戸水で身体を洗った後「悪い人でも舅は親、親父どん、堪忍してくだんせ」とだんじりの群集にまぎれて去っていく。
見どころ
凄惨な殺人劇だが、暗い舞台と祭りのだんじりの灯りの対比、鮮やかな刺青と真紅の下帯の色、本水、本泥の使用など夏の季節感と見事な色彩に彩られた名場面で、様々な美しい殺陣の見得は、この狂言一番の見せ場でもある。九代目團十郎は刺青を入れない演出を取っていた。
団七が殺人に至るまでの描写は丁寧に演じられる。団七は侠客ぶっていても所詮はしがない魚の行商人であり、しかも自分を拾ってくれた恩人で愛妻の父である義平次への敬意もあり、何とかしてうまく収めようとする苦心の演技が眼目である。特に、心ならずも嘘をついた事が発覚した時、「この金ここにはござりませぬ。」と手拭いに包んだ石を出し、手拭いを頭にかぶって縮こまる上方式演出が、団七の切羽詰まった心理をうまく表している。
舞台前の切り穴に泥を張った「泥舟」が池の役割となる。義平次はここに飛び込み、団七にからみ蛙の見得をしたりするので「泥場」と呼ばれる。二代目延若は立ち回りには細かな演出を行い、浴衣を脱いでかける竹垣の位置まで指定したが、全く不自然さがなく、十一代目仁左衛門は「うまいなあ。」と何度も感嘆するほどであった。幕が終わると、義平次役の役者は全身泥だらけで、洗い落とすのに一苦労する。
義平次は、欲に目がくらんだ醜悪な老人である。いかに生々しく憎くやるかで、団七が引き立ち観客も団七の苦渋と殺人に至る経過が理解できる。戦前の六代目大谷友右衛門、中村魁車、近年では三代目實川延若、四代目淺尾奥山、中村源左衛門、四代目市川段四郎など腕のいい役者が印象的だった。最近は、十八代目中村勘三郎が「平成中村座」でつとめた時の笹野高史が好評だった。この場面では忠臣蔵の三段目「喧嘩場（刃傷）」の気持ちでやることという口伝がある。二代目實川延若の団七は、義平次との口論で上下を眺めて「これ、何もおまへんで。何もないさかいに……」との捨て台詞を吐きつつも周囲に気を遣うという演出だったが、その呼吸が絶品だった。文楽では人形遣いの初代吉田玉男が義平次を憎々しくやればやるほど団七が引き立つという理由で、義平次役を好んで演じていた。
幕切れは、祭囃子のだんじりを登場させ、団七が一人の腰から手拭いを抜き取ったのを頬被りして、みんなが去った後、「ちょうさや。ようさ」と囃子言葉を震えながら言って引っ込む形が普通だが、二代目實川延若は、引っ込みの際、若い者が不審そうに義平次の沈んだ池を覗き込むのを、団七が「ちょうさや。ようさ」と囃子言葉で遮り二人で踊りながら花道を入る演出だった。これは平成18年（2006年）7月大阪松竹座において、四代目坂田藤十郎が復活させた。
なお原作では、徳兵衛が通りかかり、団七の雪駄をひらうところで幕となっていた。義平次と徳兵衛が二役早替わりの演出もあるが、これは無残な死に方をした役の俳優が、幕切れに美しい姿で出る歌舞伎特有の演出である。

#### 八段目：田島町団七内（通称：蚤とり場）
三婦と徳兵衛の情けでお梶と長松は備中へ。捕り手の乱入後徳兵衛は縄をかける代わりに逃亡資金として金子を団七に渡す。

#### 九段目：玉島徳兵衛内
佐賀右衛門の悪事露見と磯之丞の勘当が解け、三婦とお梶に伴われた長松が団七に縄をかけるが、兵太夫により団七の減刑が約束される。

## 概説
初夏のさわやかな季節感漂う鳥居前。夏祭りの風情と義理人情の哀歓を描いた三婦内、そして歌舞伎狂言中屈指の殺し場である長町裏。と、それぞれ見どころがあるが、大坂を舞台としており、上方歌舞伎の濃厚な風情が要求される。団七は、かつては二代目實川延若、戦後は三代目實川延若、十三代目片岡仁左衛門が得意とした。東京でも、九代目市川團十郎、初代中村吉右衛門、十五代目市村羽左衛門、十七代目中村勘三郎、二代目尾上松緑などが江戸に上方式を融合した演出を取っていた。現在では十八代目中村勘三郎、二代目中村吉右衛門、四代目坂田藤十郎、三代目市川猿之助などが得意としている。
もともと、元禄11年（1698年）に初代片岡仁左衛門の初演した『宿無団七』が原作で、同じ系統に「宿無団七時雨傘」があり、現藤十郎らによってたまに上演されている。初演時、人形遣いの初代吉田文三郎が人形に初めて帷子を着せ、「長町裏」ではじめて本水と泥を演出に用いるなど、演劇史上画期的な作品でもある。また、書き換え狂言として団七ら主要人物を女にした「夏姿女団七」や四代目鶴屋南北の傑作「謎帯一寸徳兵衛」などがある。劇中、団七が着る帷子の柿色の縞は「団七縞」と呼ばれ、その後の書き換え狂言にも採用されている。
上方の雰囲気がこの狂言の生命といわれ、戦後は東京も上方の演出を重視する。かつて十三代目片岡仁左衛門は、上方色の乏しい東京の某歌舞伎役者の団七を観て激怒し、二代目中村扇雀に、「これは、上方歌舞伎への冒涜や、あんさん、手本に団七をやっておくれやす」と頼み込んだという。
典型的な夏狂言で、春や冬には上演されない。外題にあるように夏が背景にあるのと、「長町裏」の殺しの場で素裸になって本水を使うためでもある。
1949年（昭和24年）初代吉右衛門は皇居の午餐会に招かれた際、昭和天皇の御前で「長町裏」の団七と義平次のやりとりを実際に演じながら説明し、父三代目中村歌六と共演した時の思い出や裏話を紹介した。

## 名優の芸談
- 「団七の役は夏芝居らしくサッパリとしている中に、上方の芝居らしい粘りと曲な動きの面白みを見せなければならず……住吉前（鳥居前）の牢払いのむさくるしい姿から、二度目の床屋から出る浴衣姿との対照が。お客様をアッと云わせる様にガラリと変わらなければ面白くありません。と云って、その二つが別人の様であってもいけず、これも厄介です」（初代中村吉右衛門）
- 「（長町裏の殺陣は）すべて極まった形が手綺麗に行かぬと、この場の団七になりません。それと義平次をやっていただく方とイキの合うこと。イキが合わねば形が崩れてしまいます。…それから…この立ち回りの間、とかく義平次の手先きや着物に塗った泥が団七の顔や着物に付着がちですので、なるべくそれをつけぬよう気を配りながら形をつけねばなりませんが、これも、この場の団七の苦心の一つでございます」（二代目實川延若）